# Iakov Apollonovitch Giltebrandt

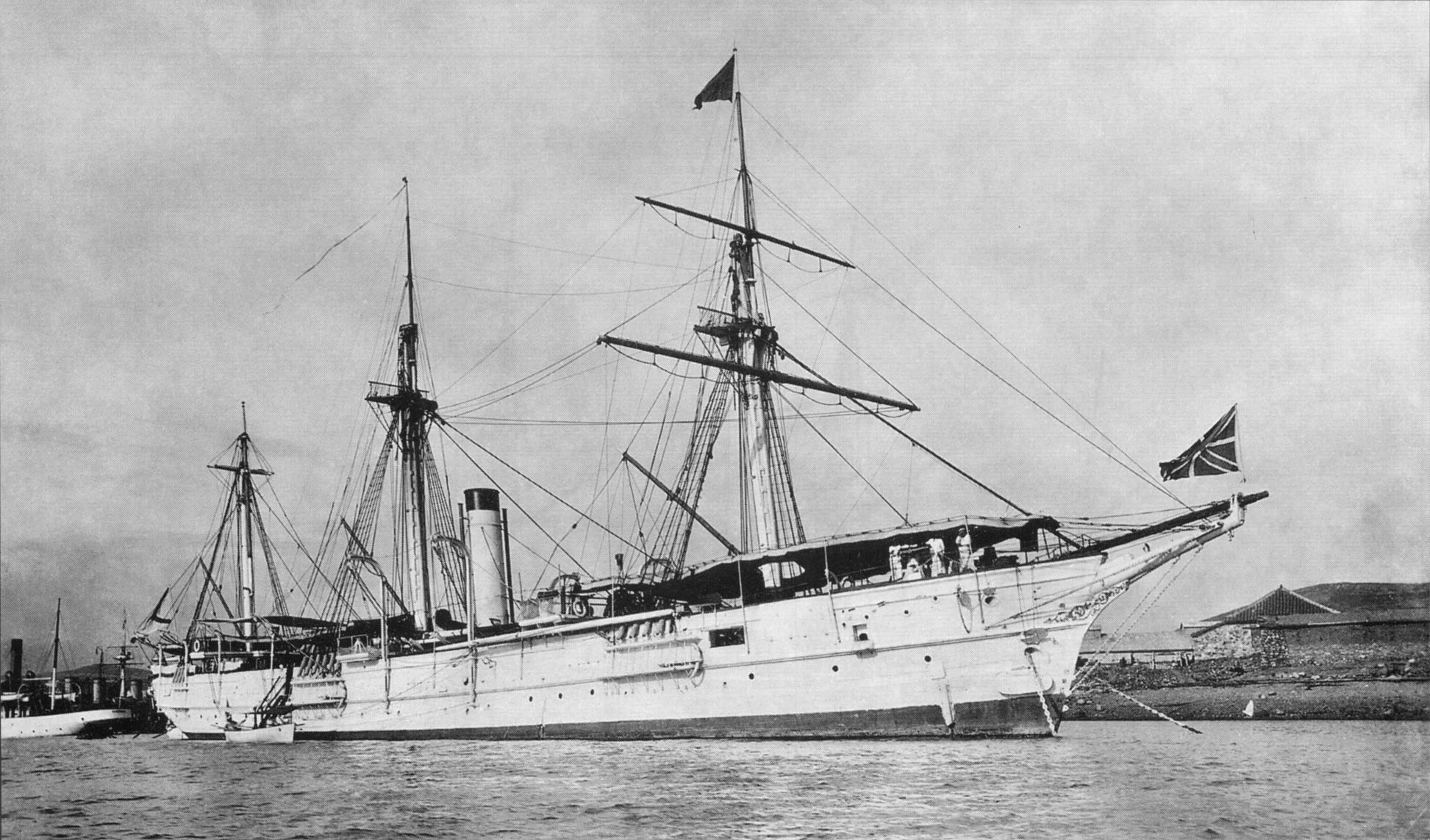
Le clipper Razboïnik

Iakov Apollonovitch Giltebrandt (en russe : Яков Аполлонович Гильтебрандт), né en 1842, décédé en 1915, est un amiral russe, membre du Conseil de l’Amirauté (1907). Il entreprit deux tours du monde (1871-1875) - (1880-1892).

## Biographie
Il est diplômé de l’École du Corps naval des Cadets en 1860.
De 1871 à 1875, à bord de la corvette Kalevala, Iakov Apollonovitch Giltebrandt entreprit son premier tour du monde. Il effectua sa seconde circumnavigation à bord de la corvette Bogatyr (1880-1865).
De 1880 à 1892, il commanda différents navires de guerre :
- La canonnière Neige
- Le clipper Robber
- En 1885, il exerça le commandement sur le croiseur Vladimir Monomakh (construction 10 février 1881 - lancement 10 octobre 1882 - mis hors service le 19 septembre 1905)
- Le cuirassé Empereur Nicolas Ier (construction juin 1886 - lancement 20 mai 1889 - mise en service avril 1881 - mis hors service en 1905 - coulé comme navire cible en octobre 1915).

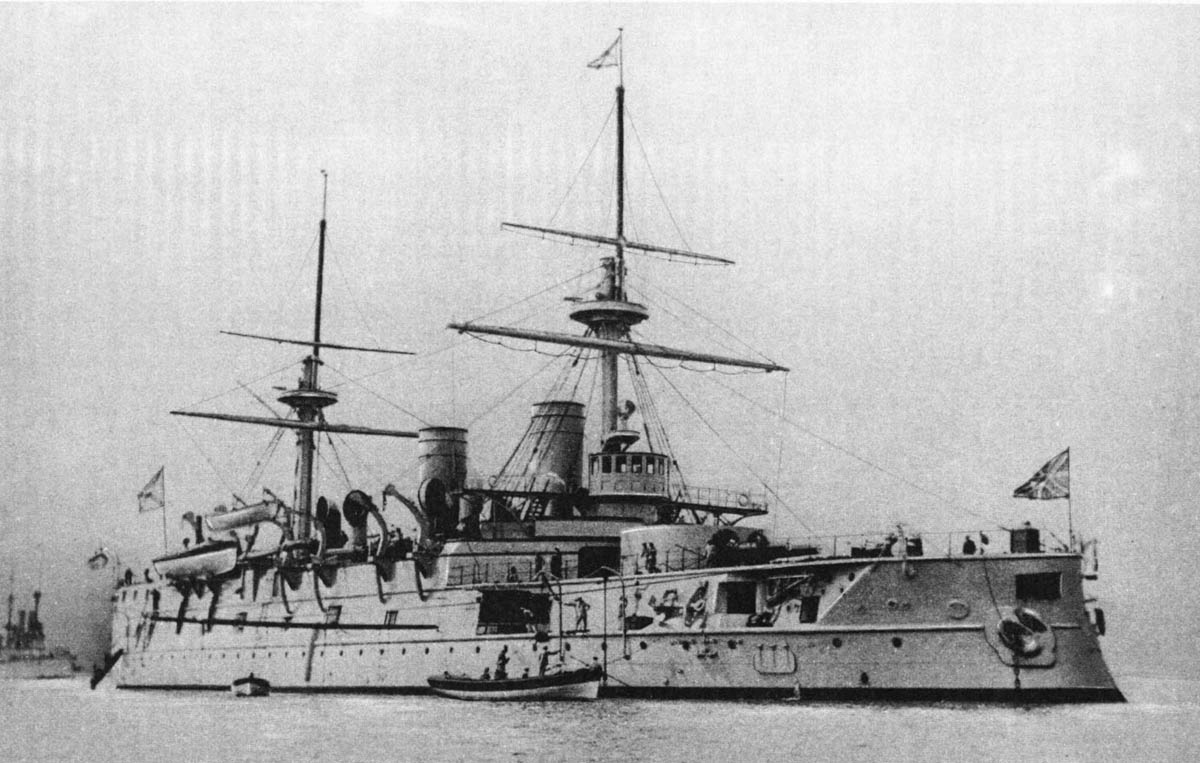
Le cuirassé Empereur Nicolas Ier

Entre 1892 et 1894, Iakov Apollonovitch Giltebrandt occupa les fonctions de chef d’état-major de la Flotte de la mer Noire et des ports de la mer Noire. Entre 1896 et 1898, il dirigea l’artillerie en mer Baltique. En 1896, nommé chef adjoint de l’état-major de la Marine impériale de Russie, il occupa ce poste jusqu’en 1898. De 1899 à 1907, il est commandant de l’escadron de la Flotte du Pacifique. Entre 1901 et 1902, il dirigea la Flotte de la mer Noire. En 1903, il fut nommé chef du département hydrographique et resta en poste jusqu’en 1907. La même année, il fut admis à siéger comme membre du Conseil de l’Amirauté et, en 1909, il fut élevé au grade d’amiral.
Iakov Apollonovitch Giltebrandt appartint à la Commission chargée de la révision du statut naval (1885) : les travaux de cette Commission furent publiés en 1899 et restèrent en vigueur jusqu’en 1914. Elle étudia les circonstances de la bataille de la mer Jaune (28 juillet 1904) et celles de la bataille de Tsushima (27 mai 1904).

## Lieu géographique portant son nom
- Île Giltebrandt : située dans le golfe Pierre le Grand.